# Dupont (Indiana)
Pour les articles homonymes, voir Dupont ou Dupond.
Dupont est une ville du comté de Jefferson, dans l’État de l’Indiana, aux États-Unis. Sa population s’élevait à 339 habitants lors du recensement de 2010, estimée à 338 habitants en 2016.

## Source
- (en) Cet article est partiellement ou en totalité issu de l’article de Wikipédia en anglais intitulé « Dupont, Indiana » (voir la liste des auteurs).